# Léone Bertimon
Léone Bertimon (née le 16 août 1950 à Pointe-Noire) est une athlète française, spécialiste du lancer du poids.

## Biographie
Léone Bertimon mesure 1,78 m pour 76 kg[pertinence contestée][réf. nécessaire]. Guadeloupéenne originaire de Pointe-Noire, elle a été licenciée au club d'athlétisme de Bouillante jusqu'en 1972, puis depuis 1973 en métropole au VGA à Saint-Maur-des-Fossés où sa spécialité est le lancer du poids. À ce titre, elle remporte 21 titres de championne de France senior : 12 en plein air de 1974 à 1989, et 9 en salle de 1973 à 1988. Durant sa carrière, sa seule rivale française était alors Simone Créantor. 
Elle a évolué également dans l'équipe réserve de basket-ball de son club, à Saint-Maur. Son frère, Charlus Bertimon, fut recordman de France du lancer du javelot à quatre reprises.
Professionnellement, Léone Bertimon a été professeur d'éducation physique au collège Louis-Blanc de Saint-Maur-des-Fossés dans le Val-de-Marne.

## Palmarès
- 69 sélections en équipe de France A sur 24 années (record féminin), de 1972 à 1995 (...encore à 45 ans !)
- Participation à 11 Coupes d'Europe des Nations, sur une épreuve (record français), de 1973 à 1991
- Détentrice du record de France à 6 reprises, durant 10 ans, avec une progression de 1,85 m ; en 1973 à 2 reprises, 1975 à 3 reprises, et 1977 avec 17,16 m
- Détentrice du record de France en salle en 1981, à 16,77 m
- Détentrice du record de France vétéran -en Poids 4- dans 3 tranches d'âge: F40 en 1991, F45 en 1996, et F50 en 2001
- Médaille d'or aux Jeux de la Francophonie en 1989 (à 39 ans)
- Médaille d'or aux Jeux méditerranéens en 1979
- Championne de France de 1973 à 1980, puis en 1982, 1983, 1984 et 1989. Soit 12 titres.
- Championne de France en salle en 1973, 1974, 1976, 1978, 1980, 1981, 1982, 1987 et 1988. Soit 9 titres.
- Championne de France junior: une fois

## Distinctions personnelles
Le 29 décembre 2023, Léone Bertimon est nommée au grade de chevalier dans l'ordre national de la Légion d'honneur au titre de « ancienne athlète de haut niveau, ancienne professeure d'éducation physique et sportive ; 43 ans de service ».